# Колесников Рудольф Миколайович
Рудо́льф Микола́йович Коле́сников (13 лютого 1938, Тбілісі — 2 липня 2023, Львів) — радянський та український шаховий тренер, міжнародний майстер ІКЧФ (1961), заслужений тренер України (2007), міжнародний арбітр відразу ФІДЕ (2001) та ІКЧФ (1991, міжнародна організація заочних шахів). Єдиний у Західній Україні міжнародний арбітр із шахів. Третій у світі[джерело?] у цій подвійній якості судді (після бельгійця О'Келлі й естонця Вахеасаара). Віце-президент Міжнародної асоціації шахістів-інвалідів.
Автор книжки «Заочні шахи в Україні». У 1994 р. вихованка Колесникова, донька залізничника Галина Лоїк, стала у Чехії першою українською чемпіонкою Європи. А у 2006 р. підопічний львів'янин Вадим Бондарець став чемпіоном світу серед шахістів з порушеннями опорно-рухового апарату.